# منتخب كاليدونيا الجديدة لكرة القاعدة
منتخب كاليدونيا الجديدة لكرة القاعدة هو ممثل كاليدونيا الجديدة الرسمي في المنافسات الدولية في كرة القاعدة
.